# Rossenges
Rossenges – miejscowość i gmina (commune) w zachodniej Szwajcarii, w kantonie Vaud, w okręgu (district) Broye-Vully. W przyszłości planowane jest połączenie jej z miastem Moudon.
Gmina została po raz pierwszy wspomniana w dokumentach w 1309 roku jako Rossenge.

## Demografia
W Rossenges mieszkają 92 osoby. 31 grudnia 2021 r. 21,7% populacji gminy stanowiły osoby urodzone poza Szwajcarią.
W 2000 roku 94,1% populacji mówiło w języku francuskim, a 5,9% w języku niemieckim.

Zmiany w liczbie ludności są przedstawione na poniższym wykresie: